# Hurricanes (rugby a 15)
Gli Hurricanes (una volta Wellington Hurricanes) sono un club professionistico di rugby a 15 neozelandese di Wellington.
La squadra partecipa al torneo interconfederale Super Rugby e rappresenta le province neozelandesi di East Coast, Baia della Povertà, Hawke's Bay, Taranaki, Wanganui, Manawatu, Wairarapa-Bush, Horowhenua-Kapiti e Wellington.
Simbolo della squadra è l'uragano e i colori sono il giallo e il nero.

## Cronologia
| Cronistoria degli Hurricanes |
| --- |
| - 1995 · Costituzione della franchigia dei Wellington Hurricanes - 1996 · 9º Super 12 - 1997 · 3º Super 12 (sconfitta in semifinale) - 1998 · 8º Super 12 - 1999 · 10º Super 12 - 2000 · Cambio denominazione in Hurricanes - 2000 · 8º Super 12 - 2001 · 9º Super 12 - 2002 · 9º Super 12 - 2003 · 3º Super 12 (sconfitta in semifinale) - 2004 · 11º Super 12 - 2005 · 4º Super 12 (sconfitta in semifinale) - 2006 · 2º Super 14 (sconfitta in finale per il titolo) - 2007 · 8º Super 14 - 2008 · 4º Super 14 (sconfitta in semifinale) - 2009 · 3º Super 14 (sconfitta in semifinale) - 2010 · 8º Super 14 - 2011 · 4º Conference Nuova Zelanda Super Rugby - 2012 · 3º Conference Nuova Zelanda Super Rugby - 2013 · 5º Conference Nuova Zelanda Super Rugby - 2014 · 4º Conference Nuova Zelanda Super Rugby (sconfitta nei preliminari) - 2015 · 1º Conference Nuova Zelanda Super Rugby (sconfitta in finale per il titolo) - 2016 · 1º Conference Nuova Zelanda Super Rugby Campione del Super Rugby (1º titolo) - 2017 · 2º Conference Nuova Zelanda Super Rugby (sconfitta in semifinale) - 2018 · 2º Conference Nuova Zelanda Super Rugby (sconfitta in semifinale) - 2019 · 2º Conference Nuova Zelanda Super Rugby (sconfitta in semifinale) - 2020 · Conference Nuova Zelanda Super Rugby |

## Stadi
Giocano prevalentemente nel Westpac Stadium di Wellington (chiamato The Cake Tin per la sua forma), ma almeno una volta a stagione i loro match casalinghi si disputano al Yarrow Stadium di New Plymouth (Taranaki) o in altre città inglobate nelle province rappresentate.

## Nome e colori sociali
La scelta del nome Hurricanes (letteralmente "uragani") è dovuta al forte vento che generalmente si avverte a Wellington, mentre i colori sociali giallo e nero sono quelli che solitamente rappresentano Wellington in tutti gli sport.

## Allenatori
- 1996-1999  Frank Oliver
- 2000-2002  Graham Mourie
- 2003-2010  Colin Cooper
- 2011-2014  Mark Hammett
- 2015-2018  Chris Boyd
- 2019  John Plumtree
- 2020-  Jason Holland

## Albo d'oro
- Super Rugby: 1
2016

## Giocatori celebri
- Sireli Bobo
- Christian Cullen
- David Holwell (miglior realizzatore della storia della squadra con 631 punti)
- Alama Ieremia
- Jonah Lomu
- Tana Umaga